# 울주교동리생활유적
울주교동리생활유적은 울산광역시 울주군 삼남면 교동리에 있는 생활유적이다. 2007년 11월 22일 울산광역시의 기념물 제46호로 지정되었다.

## 개요
교동리 생활유적은 울주군 교동리에 있는 경부고속도로 서울산 나들목의 서쪽 구릉 일대에 자리잡고 있다. 본 유적이 입지하는 구릉은 경부고속철도 역사가 있는 곳까지 이어져있으며, 구릉 전체에 청동기시대부터 조선시대의 유구가 분포한다. 이곳은 울산지역에서 가장 규모가 큰 청동기시대~삼한시대 취락유적이며, 청동기시대 취락연구에 중요한 유적으로 평가받고 있다.
발굴조사에서는 청동기시대 집자리, 삼한시대 환호, 조선시대 무덤 등이 확인되었다. 울산지역의 청동기시대 집자리는 긴 네모꼴, 네모꼴의 형태가 있으며, 긴 네모꼴은 청동기시대의 이른 시기, 네모꼴은 늦은 시기에 해당된다. 이 유적의 청동기시대 집터는 대부분 긴 네모꼴 또는 네모꼴의 모양이만, 한반도 서남부지역에서 주로 확인되는 둥근모양의 집자리(소위 송국리형집자리)도 1기가 확인되었다. 유물은 각종 토기류 뿐만 아니라 별모양석기 등의 의기류와 목제 괭이, 그물추 등이 출토되어 당시 사람들의 다양한 의례활동과 생업활동을 엿볼 수 있다.
삼한시대 유구는 환호와 구덩이가 조사되었다. 환호는 도랑을 파서 마을이나 구릉을 감싸는 시설이다. 예전에는 마을을 보호하는 방어시설로 생각했으나 최근에는 의례공간으로, 외부와 경계 짓는 시설로 보는 견해가 많다. 우리나라에서 조사된 환호는 청동기시대의 것이 대부분이며, 삼한시대 환호는 영남지방의 다른 지역에서도 조사된 사례가 드문 귀중한 자료이다.

## 참고 자료
- 울주교동리생활유적 - 국가유산청 국가유산포털